# サイモン・ウェルズ

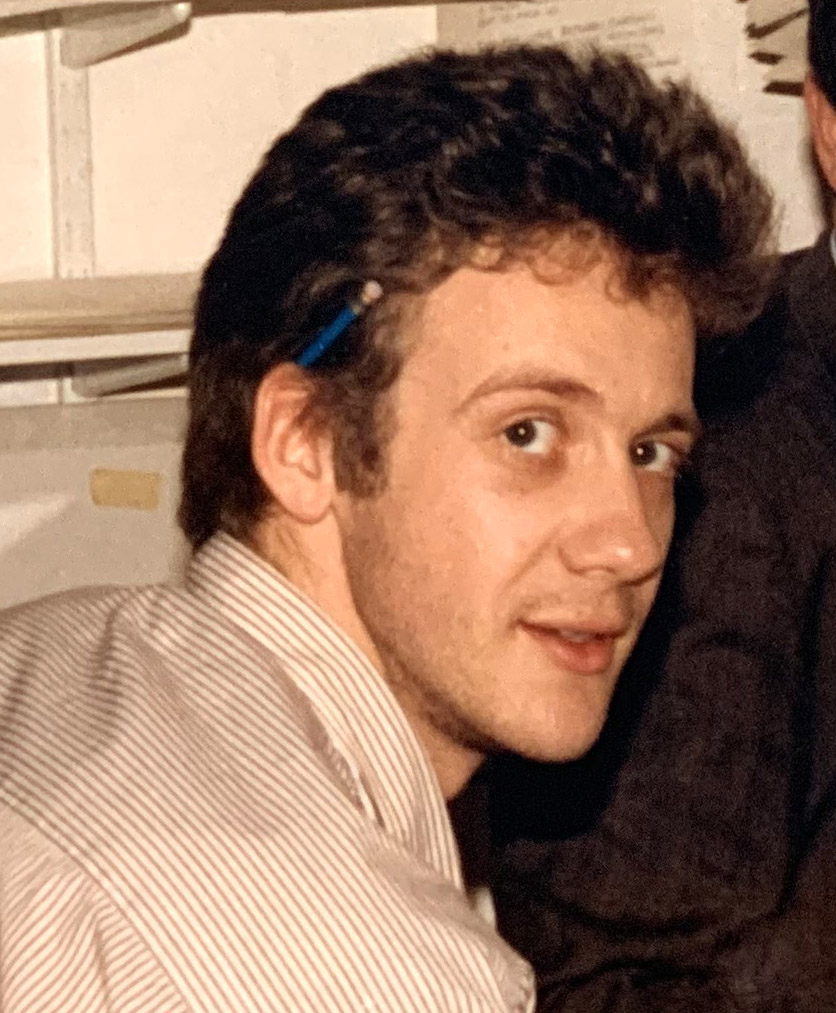
ウェルズ（1987年、撮影中の映画『ロジャー・ラビット』のセットにて）

サイモン・フィンレイ・ウェルズ（Simon Finlay Wells、1961年 - ）は、イギリスのアニメーター、アニメ映画監督である。作家H・G・ウェルズの曾孫に当たる。

## 若年期
ウェルズはケンブリッジで生まれ、パース・スクールを卒業後、デ・モントフォート大学で映像制作を学んだ。

## キャリア
大学卒業後はリチャード・ウィリアムズ・アニメーションに入社し、CMなどのアニメーション製作を担当した。1988年、『ロジャー・ラビット』のアニメーション部分の作画を指揮した。
リチャード・ウィリアムズ・アニメーションが閉鎖された後、スティーヴン・スピルバーグが所有するイギリスのアニメ制作会社アンブリメーションに移籍し、『アメリカ物語2』『恐竜大行進』『バルト』の3作品の監督を務めた。『キャスパー』の続編の監督も務める予定だったが、企画が中止となった。
アンブリメーションの閉鎖後はドリームワークスに移籍した。そこで絵コンテ作家として多くの作品に携わり、監督を務めた『プリンス・オブ・エジプト』はアニー賞にノミネートされた。『スピリット』『シュレック2』『マダガスカル』『マウス・タウン ロディとリタの大冒険』などでストーリーアーティストを務めた。2011年、『少年マイロの火星冒険記3D』で脚本・監督を務めた・
2002年、曾祖父の作品『タイム・マシン』を原作とする映画のリメイク作品『タイムマシン』で、初めて実写映画の監督を務めた。

## 作品
監督
- アメリカ物語2/ファイベル西へ行く An American Tail: Fievel Goes West（1991年）
- 恐竜大行進 We're Back! A Dinosaur's Story（1993年）
- バルト Balto（1995年）
- プリンス・オブ・エジプト The Prince of Egypt（1998年）
- タイムマシン The Time Machine（2002年）
- 少年マイロの火星冒険記3D Mars Needs Moms（2011年）（脚本も担当）

ストーリーアーティスト
- スピリット Spirit: Stallion of the Cimarron（2002年）
- シンドバッド 7つの海の伝説 Sinbad: Legend of the Seven Seas（2003年）
- マダガスカル Madagascar（2005年）
- 森のリトル・ギャング Over the Hedge（2006年）
- マウス・タウン ロディとリタの大冒険 Flushed Away（2006年）
- シュレック3 Shrek the Third（2007年）
- カンフー・パンダ Kung Fu Panda（2008年）
- クルードさんちのはじめての冒険 The Croods（2013年）
- カンフー・パンダ3 Kung Fu Panda 3（2016年）
- レゴニンジャゴー ザ・ムービー The Lego Ninjago Movie（2017年）
- クルードさんちのあたらしい冒険 The Croods: A New Age（2020年）
- 長ぐつをはいたネコと9つの命 Puss in Boots: The Last Wish（2022年）
- ルビー・ギルマン、ティーンエイジ・クラーケン Ruby Gillman, Teenage Kraken（2023年）

ストーリーアーティスト補
- アンツ Antz（1998年）
- エル・ドラド 黄金の都 The Road to El Dorado（2000年）
- チキンラン Chicken Run（2000年）
- シュレック2 Shrek 2（2004年）
- シャーク・テイル Shark Tale（2004年）
- カンフー・パンダ2 Kung Fu Panda 2（2011年）
- ヒックとドラゴン 聖地への冒険 How to Train Your Dragon: The Hidden World（2019年）

その他
| 年     | タイトル                                                         | 肩書                              |
| ------ | ---------------------------------------------------------------- | --------------------------------- |
| 1988年 | ロジャー・ラビット Who Framed Roger Rabbit                       | supervising animator              |
| 1989年 | バック・トゥ・ザ・フューチャー PART2 Back to the Future Part II  | consultant: Future                |
| 1990年 | バック・トゥ・ザ・フューチャー PART3 Back to the Future Part III | assistance/thanks                 |
| 2001年 | シュレック Shrek                                                 | special thanks                    |
| 2004年 | ポーラー・エクスプレス The Polar Express                         | digital visual concept consultant |
| 2008年 | カンフー・パンダ Kung Fu Panda                                   | action sequence supervisor        |